# پت اسپورگین
پت اسپورگین (انگلیسی: Pat Spurgin؛ زادهٔ ۱۰ آگوست ۱۹۶۵) تیرانداز اهل ایالات متحده آمریکا بود.
وی در مسابقات کشوری و بین‌المللی در مجموع برندهٔ ۱ مدال طلا شده‌است.